# Factor de risc
Un factor de risc és una variable epidemiològica que indica la major o menor probabilitat de patir una malaltia que té un determinat grup de població. El concepte teóric de factor de risc va ser metodològicament desenvolupat pel finlandès Olli S. Miettinen (1936-2021) en el seu article Estimability and Estimation in Case-Referent Studies, publicat l'any 1976. Els factors de risc són de correlació i no necessàriament causals, ja que la correlació no implica causalitat. Per exemple, ser jove no es pot dir que causi el xarampió, però els joves en tenen major risc, ja que tenen menys probabilitats d'haver desenvolupat la immunitat durant una epidèmia anterior d'aquesta infecció vírica.
Els factors de risc s'avaluen mitjançant la comparació dels riscos de les persones exposades al factor de risc potencial per als no exposats. Diguem que en un casament, 74 persones van menjar pollastre i 22 d'ells estaven malalts, mentre que de les 35 persones que van menjar peix o menjar vegetarià només 2 estaven malalts (suposem que la malaltia és una gastroenteritis). El pollastre va fer que la gent emmalaltís?.
{\displaystyle Risc={\frac {\mbox{nombre de persones afectades}}{\mbox{nombre de persones exposades al factor de risc}}}}
Risc dels que van menjar pollastre = 22/74 = 0,297

Risc dels que no en van menjar = 2/35 = 0,057.
Els que van menjar el pollastre tenien un risc més cinc vegades més alt que els que no en van menjar, el que suggereix que menjar pollastre va ser la causa de la gastroenteritis. Noteu, però, que això no és una prova de causalitat (en aquest cas la prova seria comprovar que el germen aïllat en la femta dels malalts també estava present en el pollastre que es va servir en el casament).

## Tipus
- No modificables: edat,[6] sexe,[7] ètnia,[8] pigmentació de la pell,[9] predisposició genètica,[10] fenotip,[11] exposició als metalls pesants tòxics,[12] al soroll ambiental,[13] a la radiació ultraviolada en el lloc de residència,[14] al gas radó del medi[15] i a la contaminació atmosfèrica.[16]
- Modificables: dieta,[17] higiene personal,[18] obesitat,[19] consum de determinats fàrmacs,[20] tabaquisme,[21] estrès,[22] abús de l'alcohol,[23] deficiències vitamíniques,[24] drogoaddicció,[25] estil de vida sedentari,[26] certes conductes sexuals,[27] grau de control de la hipertensió arterial,[28] de la hiperlipèmia[29] o de la diabetis, etc.[30]